# Daemonorops pumila
Daemonorops pumila är en enhjärtbladig växtart som beskrevs av Van Valk. Daemonorops pumila ingår i släktet Daemonorops och familjen Arecaceae. Inga underarter finns listade i Catalogue of Life.